# Ana Roldán (artista)
Ana Roldán (Ciudad de México, 1977) es una artista mexicano - suiza.

## Vida
Ana Roldán creció en la Ciudad de México . En el taller de carpintería y metalurgia de su padre, un pequeño fabricante, donde descubrió su amor por la artesanía y diseñó muebles. Después de formarse como gastrónoma, dirigió un restaurante y luego estudió historia en la Escuela Nacional de Antropología e Historia. Estaba tan inspirada por el trabajo de la artista de performance mexicana Elvira Santamaría  que comenzó a actuar como artista de performance en la Ciudad de México a fines de la década de 1990. En 2000 se mudó a Suiza y estudió arte en la Universidad de las Artes de Berna  y lingüística en la Universidad de Berna. Luego se dedicó por completo al arte. En 2007 ganó la beca de estudio de la ciudad de Zúrich en China y trabajó durante un año en Kunming.
Ana Roldán vive en Zúrich tras largas estancias en São Paulo, México y Tbilisi.

## Obra

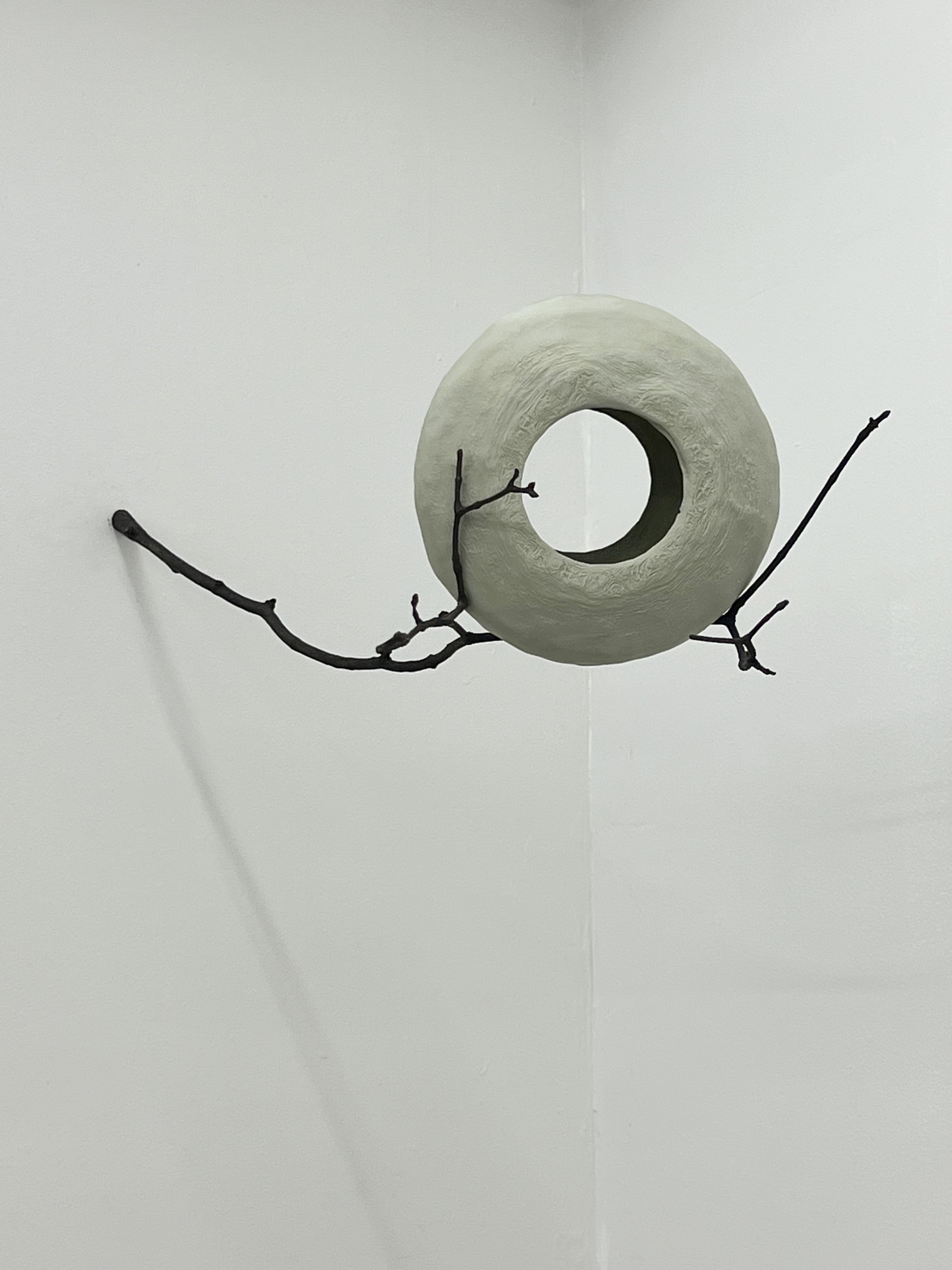
2023 Green Hole, Escultura, Bronce y Eco PLA

Los medios de Ana Roldán incluyen performances, esculturas, videos, collages, instalaciones, fotografías y exposiciones colectivas que ella misma cura. Representada por galerías en Suiza, en Madrid, en México  y en Colombia  está tan presente en América Latina como en Europa. Siguiendo el Tropicalismo de Hélio Oiticica, Roldán utiliza frecuentemente materiales naturales de América Latina como cocos, palmeras, plátanos  o jade. Muchas obras oscilan entre la severidad de la modernidad europea y las formas más suaves de la modernidad latinoamericana, como las que se encuentran en el arquitecto mexicano Luis Barragán, a quien Roldán se refiere en varias ocasiones. Así, los rectángulos de la modernidad se vuelven torcidos y curvos, como se reconstruye en la obra de Ana Roldán para Río de Janeiro Colección de Especímenes de un Nuevo Mundo I  reconstruye utilizando el material natural bambú. En lugar de los colores primarios, utiliza la paleta de tonos de piel brasileños.

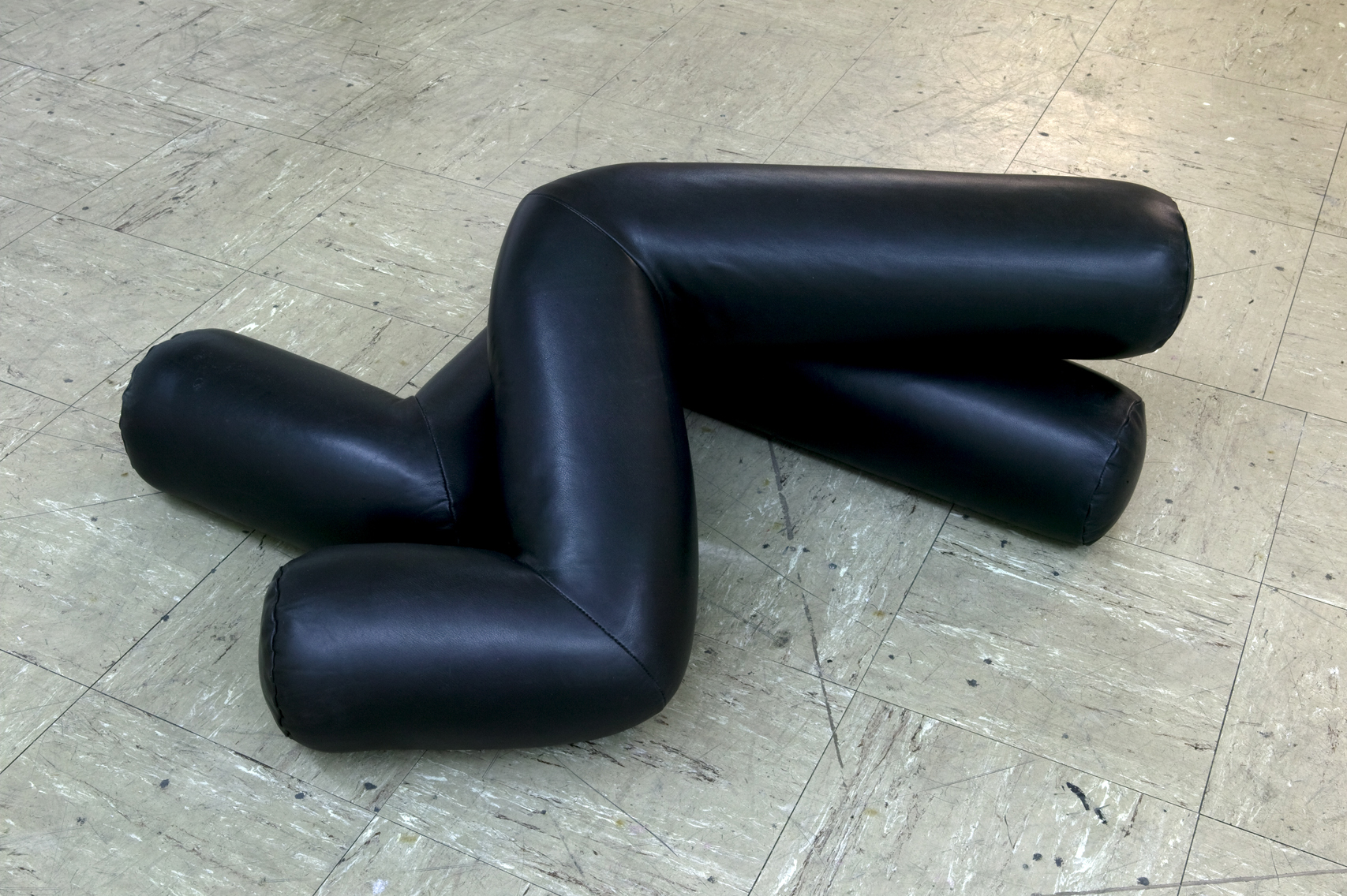
Ana Roldán, Joe, 2008, Cuero, Madera, 29 × 100 × 45 cm

El repertorio de Roldán incluye objetos concretos que se transforman en arte abstracto, a menudo minimalista. Pliega banderas estatales de tal manera que se crean imágenes abstractas más complejas de color o, en el caso de un México devastado por la guerra del narco, solo queda una forma geométrica roja sangre de la bandera roja-blanca-verde.
Otro motivo recurrente son las esculturas antropomorfas, que mostró por primera vez en 2004 con la obra Joe, sobre la cual escribe Pablo Müller: Dos rollos de cuero en ángulo, uno encima del otro, recuerdan en su forma y materialidad a extremidades humanas.</ref> Las obras indican una calidad performativa de la escultura.  Hans Rudolf Reust dice sobre una continuación de Joe, concretamente la obra "Pensé que era imposible" (2015): La separación entre geometrías y cuerpos, figuración y abstracción se elimina por completo en las figuraciones que se forman a partir de serpientes de tela redondas y negras con parcialmente color piel. Nos resultan familiares como cuerpos humanos ligeramente esquematizados, hasta que un pequeño cambio de perspectiva los convierte de repente en líneas abstractas. Thomas Haemmerli sugiere una lectura política, recordando los cadáveres desmembrados que aparecen en los medios mexicanos durante la guerra civil: El título "Pensé que era imposible" describía entonces las atrocidades que cometen las personas contra sí mismas - un diagnóstico que se aplica hoy no sólo en México, sino globalmente en un mundo que se ha salido de control. 

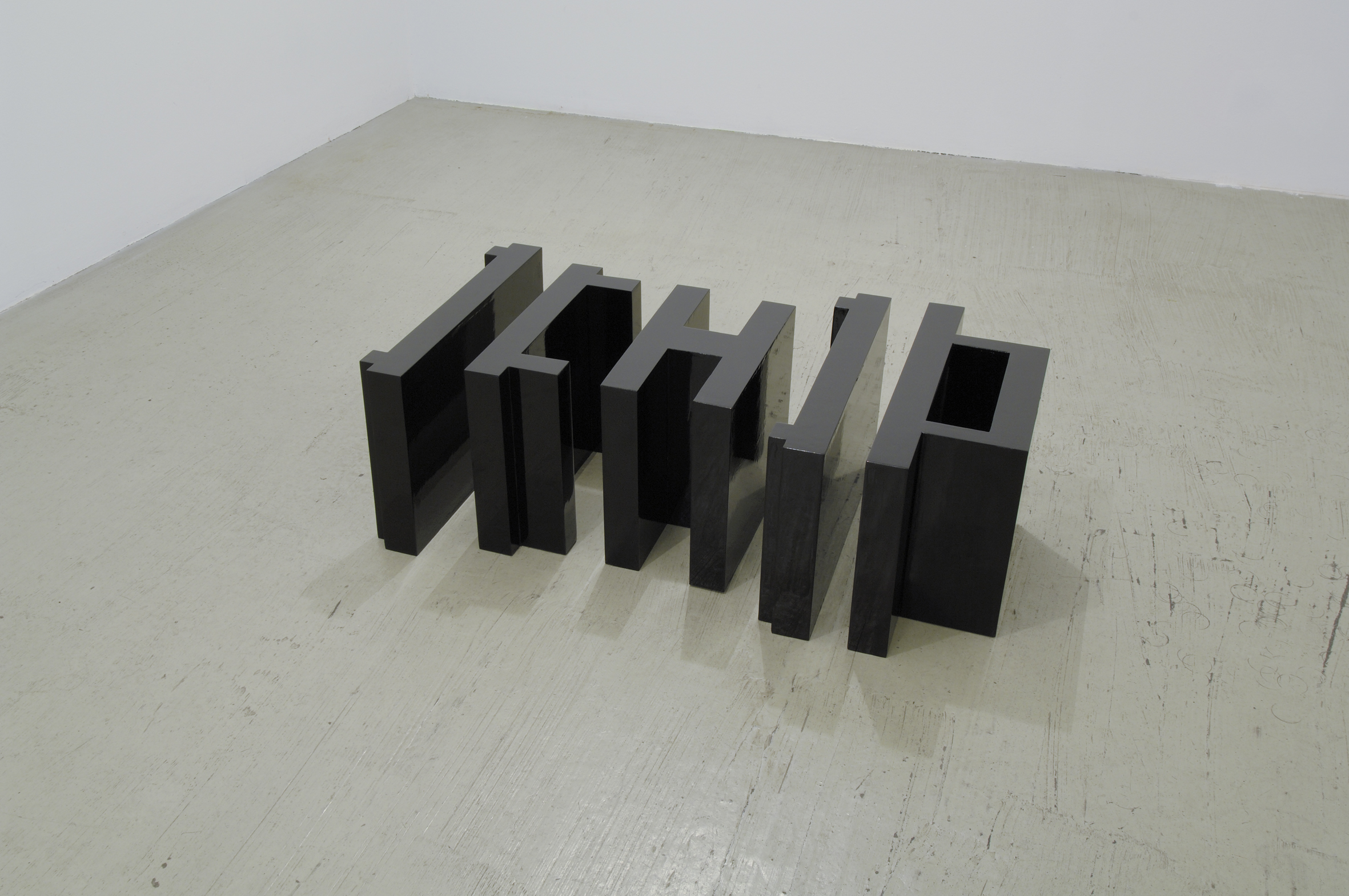
Ana Roldán, Truth, 2006, Madera, Laca, 105 × 56 × 36 cm

El interés de Roldán por la lingüística y la filosofía del lenguaje se refleja repetidamente en sus obras correspondientes. Un ejemplo destacado es la escultura Truth de 2006, que representa la palabra verdad (truth) y su reflejo en tres dimensiones. Si no se sabe que la palabra se refleja en la línea central, no podrás descifrarla y, como los niños o los analfabetos, volverás a símbolos incomprensibles. Además, el título de la obra juega con la verdad que las palabras reivindican por sí mismas. En una instalación site-specific  para la sede de la re-aseguradora Swiss Re, los términos riesgo y vida se convierten en sillas abstractas. Y en su bestiario de varios capítulos,  Roldán trabaja directamente con textos  y describe instituciones como el museo y figuras como el young curator (joven curador) y la female artist (artista mujer) como bestias del mundo del arte.

## Exposiciones

### Exposiciones individuales (selección)
- 2024: Dibujando un Cícrulo, Formato Cómodo, Madrid[23]
- 2023: Tell Me What Red Is..., Instituto de Visión, Nueva York
- 2022: Air, annex14, Zúrich
- 2019: Physical Structures, annex14, Zúrich
- 2019: Clear Opacity, Formato Cómodo, Madrid
- 2019: Feria Material, México, Solo Both, Instituto de Visión
- 2018: Physical Structures, Instituto de Visión/Frieze, Londres [24]
- 2016: No, annex14, Zúrich [25]
- 2015: Solo Projects: Focus Latinoamérica, con Instituto de Visión, Bogotá, Arco Madrid [26]
- 2015: Take Position: Bodies and Plants, annex14, Zúrich [27]
- 2013: Drunk, High and Exhilaration, Florian Christopher, sala de exposiciones, Zúrich
- 2012: Espejo Negro, Formato Cómodo, Madrid [28]
- 2011: Blank Black Mirror,  Kunsthaus Langenthal, Langenthal
- 2011: Different Orders, annex14, Berna [29]
- 2011: Forms of contemplation, ideal forms in compositions, Badischer Kunstverein,[30] Karlsruhe
- 2010: Cococompositions, Ellen de Brunije Projects, Ámsterdam, comisariada por Karin Hasselberg [31]
- 2009: Words to be looked at, objects to be read, Kunsthalle Arbon [32]
- 2009: Picking holy words from the perfect ghost, homenaje a James Lee Byars, Kunstmuseum Bern
- 2009: As „The myth of the hole“,,[33] annex14, Berna
- 2008: Observations on Modernity and Form, Statements / „Kunst“, Zurich art fair, Zúrich
- 2008: El Actor, Palacio de Arte, World Trade Center Beijing, China
- 2008: Dance steps, galería Garash, Ciudad de México
- 2007: Comical, Magical, Musical, Black Box, Marks Blond Project, Berna
- 2006: Truth,[34] annex14, Berna
- 2006: God is red/Gott ist rot,[35]Amberg-Marti, Zúrich
- 2006: Fable, Espacio Libre, Biel
- 2005: Début, proyecto Marks Blond, Berna
- 2005: Kill the beast, Yellow Submarine - Proyecto Mark's Blond en Mark Divo, Häuser und wir, Zúrich
- 2005: The mountain and the ground, Kunst in St. Peter und Paul, Berna
- 2004: The letter «O», Galería Kunstkeller, Berna
- 2004: Es war einmal, Museo de Arte de Thun, Thun[36]
- 2004: Identidad, Espacio de Arte de Baden
- 2002: All is like all, Stadtgalerie, Berna
- 2001: Silver gelatine, performance, Galería Kabinett, Berna

### Exposiciones colectivas (selección)

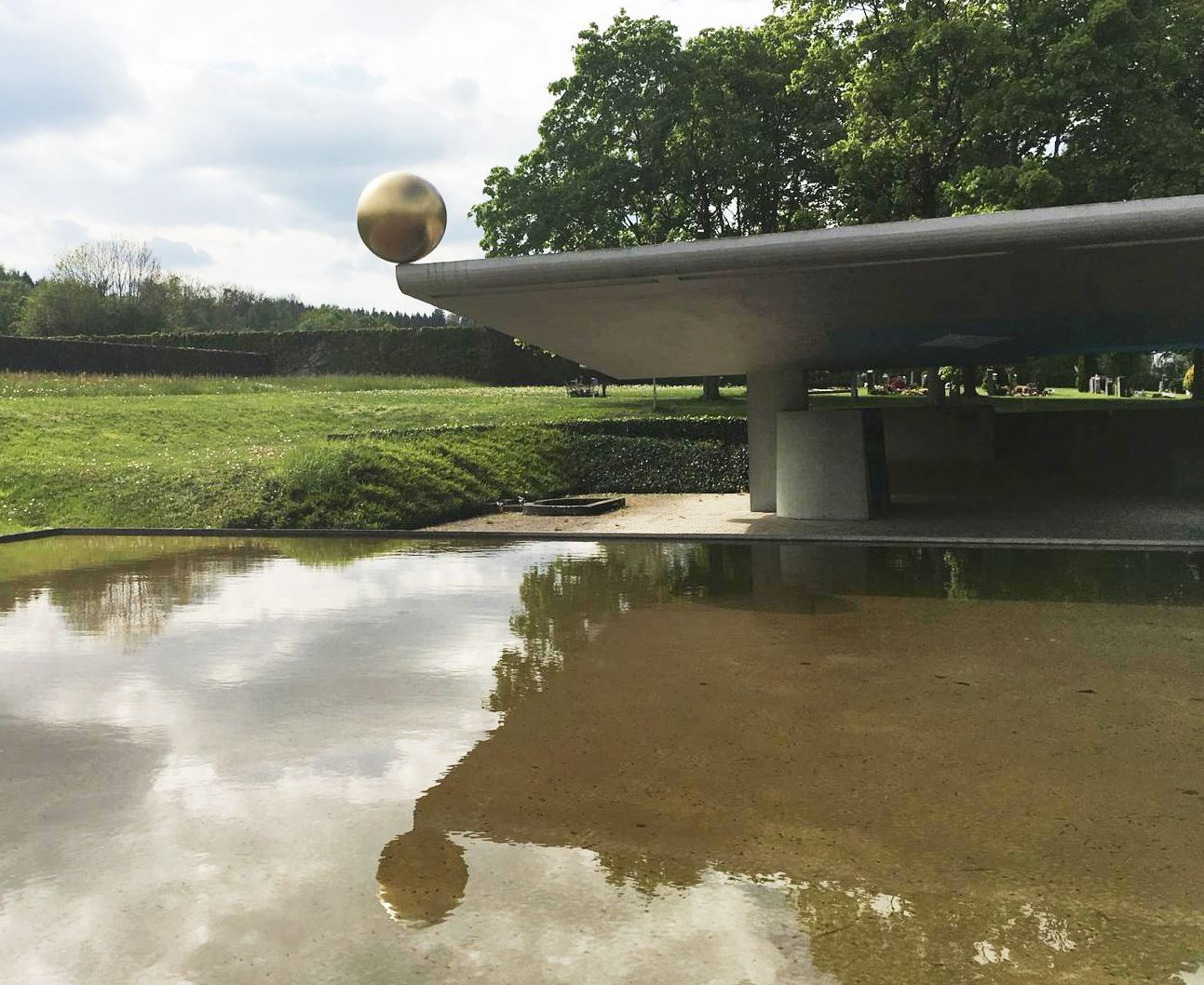
Enjoy the silence, 2015, Ana Roldán

- 2024: Sound of Signs con Susan Hefuna & Andrea Sparta, annex 14[37]
- 2020: Feria Material México, Instituto de Visión
- 2019: Quinta Bienal de los Urales, comisariada por Xiaoyu Weng
- 2019: Portadores de Sentido, Museo Amparo, Puebla, México
- 2017: Espejo negro, elefante blanco, curada por Fabiola Iza, Quarto de Maquinas, Ciudad de México.
- 2017: I was a wall, and my breasts were like fortress towers, Adam and Ollman, Portland, EE. UU.
- 2016: New Buenos Aires, Corner College, Zúrich, curada por Damian Christinger, Dimitrina Sevova, co-curada por Silvan Kälin.
- 2015: The Lulennial: A Slight Gestuary, curada por Fabiola Iza & Chris Sharp, Ciudad de México.
- 2014: Blackboard – White Page, Escuela Cantonal Oerlikon, Zúrich, comisariada por Maud Châtelet y Ana Roldán.
- 2013: LUPA,[38] curada por Abaseh Mirvali para Art Rio, Río de Janeiro.
- 2012: La jeunesse est un art - Premio de Arte Manor Aniversario,[39] Aargauer Kunsthaus, Aarau
- 2012: Autores excedentes [40] con Falke Pisano, comisariada por Defne Ayas y Philippe Pirotte, Witte de With, Róterdam.
- 2012: Popo de Paris, comisariada por Beatriz López para Sultana Paris [41]
- 2011: Môtiers – Arte al aire libre [42]
- 2011: “Free Fall I” con Dieter Meier, Thomas Haemmerli, Sitki Kosemen, comisariada por Magda Guruli, Galería Nacional de Georgia, Tbilisi, Georgia [43]
- 2010: Memorias distantes, comisariada por Hélène Joye-Cagnard y Catherine Kohler, Kunstmuseum Solothurn, Solothurn.
- 2010: Reiteraciones formales y el fin del mundo, con Athene Galiciadis, Garash,  [44] Ciudad de México.
- 2009: Made in China, Kunstmuseum Bern [45]
- 2009: Turn on, Tune in, Drop Out, 798 Bienal de Beijing, comisariada por Nicoykatiushka, Beijing.[46]
- 2009: The Conspiracy/Die Verschwörung,  con Falke Pisano [47] Kunsthalle Bern .
- 2008: Joe, George y Mr. Seek en funciones,  con Falke Pisano, Wartesaal, Zúrich.
- 2008: Mão Dupla/Stopover, curada por Evangelina Seiler y Sarah Zürcher, SESC Pinheiros,[48] São Paulo.

## Filmografía
- 2016: Bones and Bananas (documentación de performance)[49]
- 2015: Dialog (documentación de performance)
- 2011: How to do Shakespeare (documentación de performance)
- 2008: Construction concerned with the relationship between dissimilar emotional values in a composition with black and white[50]
- 2003: Flags
- 2002: Fortschritt (documentación de performance)
- 2001: Silver Gelatine (documentación de performance)

## Premios

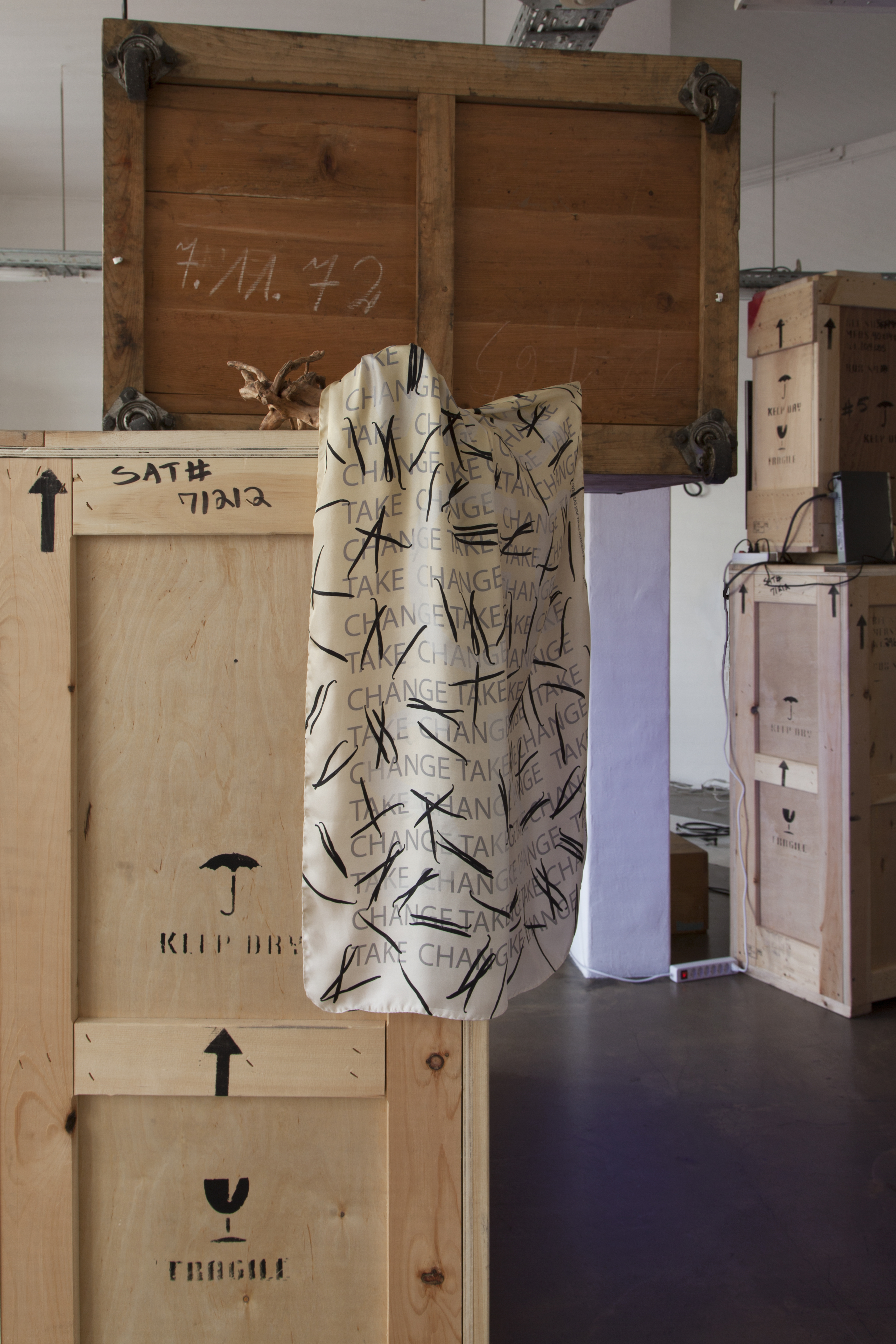
Ana Roldán, Vainilla en el extranjero, 2016, Seda, 100 × 100 cm. (Vista de instalación en Corner College, Zúrich, Suiza)

- Ana Roldán, Vainilla en el extranjero, 2016, Seda, 100 × 100 cm. (Vista de instalación en Corner College, Zúrich, Suiza) 2017: Concurso Arte en Arquitectura para la isla de Rheinau - Ministerio de Obras Públicas del Cantón de Zúrich .
- 2010: Contribución del Cantón de Zúrich [51] para Blank Black Mirror
- 2009: Beca de trabajo de la ciudad de Zúrich [52]
- 2007: Contribución del Cantón de Zúrich
- 2007: Beca de estudio de la ciudad de Zúrich en Kunming, China
- 2006: Premio Federal de Arte Suizo (Swiss Art ward)
- 2005: Premio Federal de Arte Suizo (Swiss Art Award)
- 2003: Fundación Corti Aeschliman, beca

## Publicaciones
- Ana Roldán. Collection Cahier d'Artistes con un ensayo de Burkhard Meltzer. Pro Helvetia / Edizioni Periferia, Lucerna 2009, ISBN 978-3-907474-58-7
- Matices del arte en América Latina Andrea Hinteregger De Mayo[53] / Turner Libros, 2019 Madrid, ISBN 978-84-17866-03-7
- Existiert die Schweiz? Lagebericht zur Schweizer Kunstszene der Gegenwart mit einem Ausflug zu Athene Galiciadis, David Renggli und Ana Roldán. Fanni Fetzer in: Gipfeltreffen. Junge Bildhauerei aus der Schweiz und aus Deutschland, catálogo de exhibición, Kunst im Tunnel, Düsseldorf.
- Distant Memory editado por Kunstverein Solothurn, con textos de Fabienne Bideaud, Hélène Joye-Cagnard, Catherine Kohler, Sylvia Mutti, Marina Porobic y Roswitha Schild, Solothurn 2010.[54]
- Ana Roldán. Different Orders  con textos de Eveline Suter y Michael Pfister. Kunsthaus Langenthal, Langenthal 2011,[55] ISBN 978-3-905817-33-1
- Ana Roldán. Cocompositions, 2011, ediciones Ready to Print, digital publication, Issue #11/2011[56]
- Blackboard – White Page, editado por Maud Châtelet y Ana Roldán, Zúrich, 2014.
- Entrevista de Rahel Beyerle con Ana Roldán (alemán), 26 de diciembre del 2014, SIK-ISEA, Zúrich, 2014.[57]
- 2012 Beni Bischof, Manuel Burgener, Athene Galiciadis, Ana Roldán. Marianne Wagner. En: Madeleine Schuppli catálogo de exhibición: "La jeunesse est un art", Jubiläum Manor Kunstpreis, Aargauer Kunsthaus, Aarau ISBN 978-3-906016-05-4.
- Contemporary Art Mexico, Hossein Amirsadeghi, Thames & Hudson, 2015 Londres, ISBN 978-0-500970-64-5.
- Ana Roldán – Die Moderne in Vanille, Hans Rudolf Reust en: Kunstbulletin 3, 2015.[58]
- Nuances of Latin American Art Andrea Hinteregger De Mayo, Turner, 2020 Madrid & Mexico, ISBN 978-84-17866-03-7.

## enlaces web
- Página principal de Ana Roldán
- Vídeo "Objetos de identidad - Artista Ana Roldán", Swissinfo del 22 de diciembre de 2008, consultado el 16 de febrero de 2015
- Ana Roldan
- Instituto de visión, la galería de Ana Roldán en Bogotá y Nueva York
- annx14, galería de Ana Roldán en Zúrich
- Formato Comodo, la galería de Ana Roldán en Madrid
- Entrada del léxico SIK-Art por Ana Roldán
- Ana Roldán en Internet Movie Database (en inglés).